# 杨圣明
杨圣明（1937年或1939年7月13日—），男，山东金乡人，中华人民共和国经济学家，中国社会科学院研究员，中国社会科学院学部委员。曾任中国社会科学院研究生院副院长。

## 生平
1961年毕业于南开大学经济系。